# Leucopholis helleri
Leucopholis helleri är en skalbaggsart som beskrevs av Brenske 1896. Leucopholis helleri ingår i släktet Leucopholis och familjen Melolonthidae. Inga underarter finns listade i Catalogue of Life.